# أخت تريز (مسلسل)
أخت تريز مسلسل تلفزيوني مصري عرض في رمضان 1433هـ/2012م.
المسلسل عبارة عن ملحمة درامية اجتماعية تحكي عمق العلاقة بين أبناء الوطن الواحد في إطار من التشويق والإثارة من خلال حكاية فتاتين الأولى خديجة المسلمة والثانية تريز المسيحية والتي تعمل بالكنيسة ومن خلال الفتاتين يرصد المسلسل الحياة الحقيقية للمجتمع المصري بكافة تفاصيله.

## فكرة المسلسل
هجم مجهولون علي أسرة فقتلوا الأب والأم ثم أخذوا الطفلتين فوضعوا أحدهما امام جامع عمرو بن العاص والثانية اما الكنيسة المعلقة
ثم تربتت الطفلتين في أسرتين مختلفتين الأولي أسرة مسلمة وأسموها خديجة والثانية أسرة مسيحية وأسموها تريز
ثم كبرت الاختين فتزوجت خديجة من حربي عبد الدايم أحد أعيان قرية بني خاطر تبع ديروط في محافظة أسيوط بينما دخلت تريز في سلك الرهبنة
ومشكلة هذة القرية انها مقسمة لجزئين شرق وأكثر سكانه مسيحيين وغرب وأكثر سكانه مسلمين ولذلك تكثر النزاعات والحوادث والقتل بين المسلمين والمسيحيين بالإضافة إلي الشكوي المتكررة من عقلاء القرية من أجل بناء كوبري لربط القريتين بدلا من المعديات والتي تتسبب في موت الكثير من شباب القرية
كما يلاحظ الكثير من دعاة الفتنة من المسلمين والمسيحيين في مصر عامة وقرية بني خاطر خاصة مثل المحامي المسيحي ممثل المجتمع المدني والقناة المسيحية المتطرفة وفي المقابل بعض الشباب المسلمين المتطرفون
ويلاحظ أيضا العقلاء بين الطرفين مثل قمص كنيسة بني خاطر وأسقف كنيسة القاهرة ووالد تريز وشيج جامع القرية وناظر مدرسة القرية

## الممثلون
حنان ترك: خديجه وتريز
| - أحمد عزمي: حربي خاطر - سامي العدل: عبد الدايم خاطر أبو حربي - سميرة محسن: عندية أم حربي - أميرة هاني: هنا أخت حربي - صفاء جلال: صفاء أخت حربي - سحر حسن: تحية أخت حربي - طارق الدسوقي:توفيق خاطر زوج صفاء - عمرو رجب:رمضان أبن صفاء | - محمود الجندي: حسن أبو خديجه - سلوى عثمان: مديحة أم خديجة - محمد أحمد ماهر: صلاح أخو خديجة - ريم هلال: شيرين أخت خديجة - شريف باهر: كريم خطيب شيرين | - أشرف مصيلحي: حازم ضابط أمن دوله - كمال سليمان:إبراهيم عبد الغني نائب رئيس أ من الدولة - خالد حلمي:سلطان ضابط أمن دولة - أحمد ماهر:علي أيوب أبو كامل - عفاف حمدي:ام كامل - محمود عبد السلام:كامل صديق حربي - محمد غنيم:حامد أيوب أبن عم علي | - صبري عبد المنعم:لمعي أبو تريز - سميرة صدقي: أمال أم تريز - عبير عادل: مارسيل عمة تريز - وائل علاء: ادوارد الشاب المسيحي - عبد الرحيم حسن:الاب ابرام أسقف كنيسة القاهرة - رانيا الخواجة:الراهبة فيبي |

| - خالد عليش : رشدي كاريوكا - ندى موسى: صباح زوجة رشدي - مصطفى عمر:زغلول المعاق - راندا جبر:ساندرا الباحثة الأمريكية - ياسمين سمير:صديقة صلاح - محمد القطوني:معاذ شاب متطرف بالقاهرة - أية عبد الله:الشيماء زميلة دراسة خديجة - أحمد أبو تريكة: شافعي زوج سنية - صافي شاهين: سنية صديقة خديجة - رانيا بدوي:مريم عطا خطيبة أدوارد - علاء عيد:أحمد أحد الشباب المتطرف بالقرية | - محي الدين عبد المحسن:النائب عبد القادر سمكة - حسن العدل:المقدس كامل ابانوب - عثمان محمد علي:محمود زايد شيخ الجامع - منير مكرم:سليمان تكلا صاحب المعدية - خالد عبد السلام: المسيحي ممدوح فوزي - بطرس غالي: القمص باسيليوس - أحمد عبد الحي:مرسي سائق المعدية - عادل خلف: يعقوب الدلال المسيحي - محمد نصر: أمير الجماعة المتطرفة - عنايات صالح:إنجيل سيدة الحنة - صفوت الغندور:د.خالد حبيب هنا | - عهدي صادق: عم إبراهيم فراش الكنيسة - ليلى جمال:م.وداد سيدة مسيحية - ندا عادل:ندي زوجة سلطان - جمال يوسف:ناجي أسعد مسئول بالقناة المسيحية - مريم سعيد صالح: ام مريم حماة ادوارد - عفاف مصطفي: راهبة بدير أسيوط - عمرو الليثي :المذيع | 1. أمل حسام الدين (خديجة وتريز طفلة) 2. محمد فتحي (رمضان أبن توفيق وصفاء طفلا) 3. سليم هاني (يوسف أحمد ابن سلطان ضابط امن الدولة) |

## فريق العمل
| 1. تأليف : 1. بلال فضل (القصة) 2. هشام أبو المكارم (سيناريو وحوار) 3. حمدي عبد الرحيم (سيناريو وحوار) 2. موسيقى : 1. أحمد عبد السلام (الموسيقى التصويرية) 2. أيمن جودة (كلمات البداية والنهاية) 3. صوت: 1. إيهاب توفيق (غناء) 2. هشام بلال (مكساج ومؤثرات صوتية) 3. محمد العربي (مهندس صوت) 4. حسن الفلاح (مسجل فيديو) 4. انتاج: 1. خالد حلمي (منتج) - راديو وان (منتج) 2. إشراف عام: أحمد نور 3. مدير الإنتاج (محمد رفعت - أحمد عبد الموجود) 4. مدير إدارة الإنتاج (صلاح أبو رجيلة) 5. منفذوا الإنتاج (مجدي الجارحي - أبراهيم عمر - تيتو - أدهم عبد العزيز - نبيل صلاح أبو رجيلة - رواش) 6. المنتج الفني: أحمد عبد العزيز 5. توزيع داخلي وخارجي :شركة ميديا لاين وشركة ميديا لينك انترناشيونال | 1. ديكور:كريم شتيلة (مهندس ديكور) 2. إخراج: 1. حسام الجوهري 2. مخرج منفذ هبة كمال - محمد أسامة 3. مساعد مخرج أول :أحمد حسن 4. مساعد الإخراج :علاء عيد - عمرو عبد الله - عمر السيد 5. ساعد في الإخراج :خالد طلعت - مروان معتصم 3. ميساء عارف (ستايلست) 4. بيتي (مصممة الأزياء) 5. تصوير: 1. أحمد الفرماوي - فادي محسن 2. مدير التصوير :أحمد فتحي 3. تامر بيجو (مشرف إضاءة) 4. أحمد عصام (visual effects) 6. عمرو هاشم (مانشيست) 7. عالية أبو الغيط (مدير الإدارة المالية) 8. محمد كامل (المسئول المالي) 9. أميرة مؤمن (السكرتيرة التنفيذية) 10. عصام كفافي (IT manager) 11. أعمال المكساج والمونتاج(ستديوهات راديو وان) انترناشيونال للتوزيع الخارجي 12. مونتاج :مروة سليمان - هشام يوسف |

## تتر المسلسل
- كلمات / أيمن جودة
- ألحان / أحمد عبد السلام
- توزيع / أنور عمرو
- غناء / إيهاب توفيق

| - كلمات تتر بداية مسلسل أخت تريز المسألة أصلها ... مش حكاية دين دي مصلحة ومتمسرحة ... و لعب بني آدمين كان محتمل يتلخبطو ... و يبدلو البروايز تريز هتبقى خديجة ... و خديجة تبقى تريز القصة كدة بالهداوة ... مش إختيار أو نقاوة يللي في عنيكو غشاوة ... كله إتخلق من طين مين السبب في القومة ... ما تفتشي يا حكومة هـتلاقي سوس جوة النفوس ... ووشوش كدة مشئومة عايز تجيب الخلاصة ... إبعد كلاب الحراسة تفهم كده بالفراسة ... مين إللي على الجنبين بيوقعو ويولعو ... ويضربو الأسافين و يخطفو ويضبطو ... و يلخبطو الموازين و في إيدين مسمومة ... مجهولة أو معلومة و في رماد تحت التراب ... و أسئلة بالكومة و كلامـ كده بالحساسة ... و حاجات كتير في الخباثة يكفينا شر السياسة ... و لدغة التعابين |  | - كلمات تتر نهاية مسلسل أخت تريز لما المصالح تتصالح ... ماتعرفيش فين الصالح وأنا لا بيا ولا عليا ... أنا لاجامع ولاطارح أنا بس خايف من بكره ... الخيط يجر من البكره ولئيكي وخداكي السكره ... ويئبوا شياطين امبارح ولاد أبلسه وشغلتهم ... الفتنه والشر حياتهم تجار أزى يخرب بيتهم ... بيعيشو على الدم السايح فوئي بقى الله لايسيئك ... وتنفسي وبلعي ريئك وصحصحيلهم في طريقك ... الجاي أهم من الرايح خلي هلالك وصليبك ... متعشقين حوالين إيدك كدا الأزى من هيصيبك ... وتفوتي في الموج الجامح وطول ماجرسك وأذانك ... صوتهم مجلجل في وذانك حتبئي عاليا في مكانك ... وليكي عنوان وملامح لما المصالح تتصالح ... ماتعرفيش فين الصالح وأنا لا بيا ولا عليا ... أنا لاجامع ولاطارح |

## هوامش
- التصوير بمدينة الإنتاج الإعلامي ودير العزب بالفيوم.
- رفضت حنان ترك الظهور في بعض مشاهد المسلسل بشعر مستعار.
- مراجعة التفاصيل المسيحية في الكنيسة بإشراف الأنبا إبرام أسقف الفيوم
- سير الأحداث في فترة ما قبل برلمان 2010 وثورة يناير 2011